# Tomáš Proll
Tomáš Proll (6. března 1951 České Budějovice – 9. září 2017 tamtéž) byl český sochař a malíř, autor sošky Jihočeské Thálie.

## Život
Jihočeský umělec se narodil 6. března 1951 v Českých Budějovicích. Vystudoval Střední uměleckoprůmyslovou školu v Bechyni a posléze Vysokou školu uměleckoprůmyslovou v Praze u profesora Otto Eckerta.
Mezi lety 1994 až 2015 působil v Mezinárodní keramické akademii v Ženevě a ve Sdružení výtvarných umělců v Praze. V letech 2006 až 2009 vyučoval na Střední uměleckoprůmyslové škole svaté Anežky České v Českém Krumlově. Své díla vytvářel v Habří, nedaleko Českých Budějovic.
Byl autorem sochy Jihočeské Thálie, jimiž jsou každý rok oceňováni členové uměleckých souborů Jihočeského. Mimo jiné byl autorem několika kašen, například bronzové kašny v obci Úsilné. Rovněž vytvořil bronzové pamětní desky Josefa Bartušky a Jana Rafaela Schustera.
Tomáš Proll zemřel 9. září 2017 v rodných Českých Budějovicích ve věku 66 let.

## Galerie

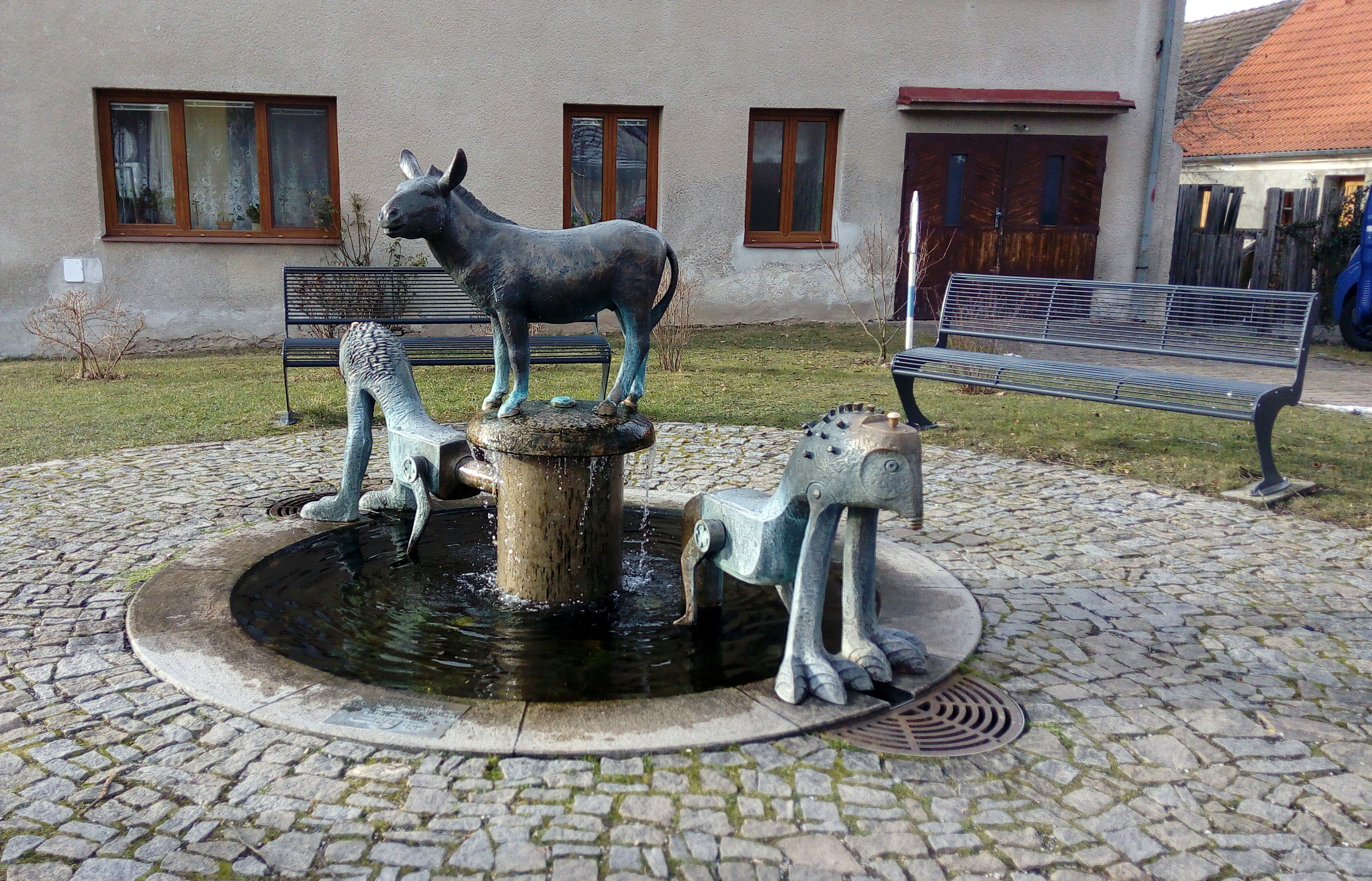
bronzová kašna v Úsilné
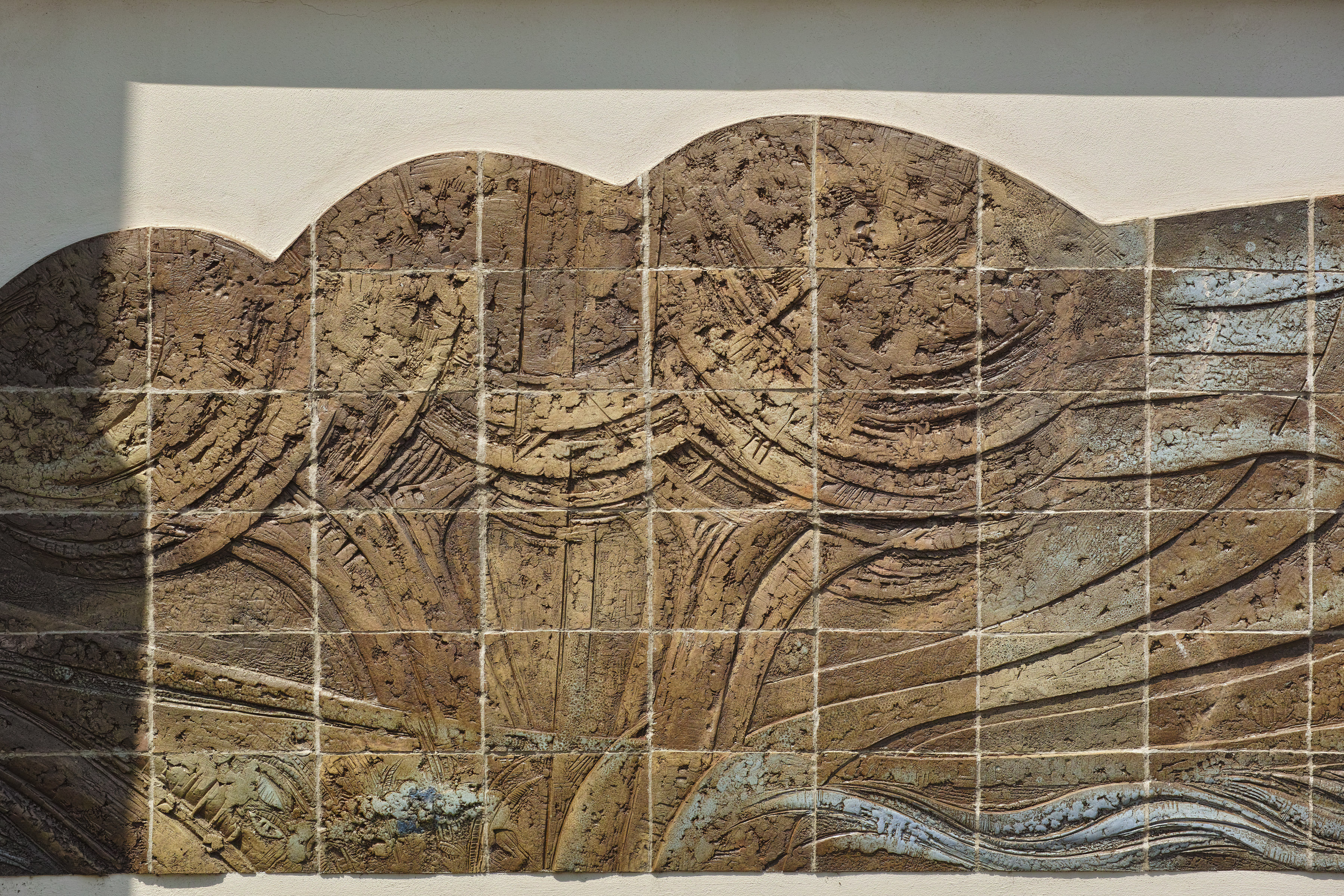
reliéf na sídle Jednoty v Českých Budějovicích